# Englewood (Pennsilvània)
Englewood és una concentració de població designada pel cens dels Estats Units a l'estat de Pennsilvània. Segons el cens del 2000 tenia 484 habitants.

## Demografia
Segons el cens del 2000, Englewood tenia 484 habitants, 198 habitatges, i 140 famílies. La densitat de població era de 389,3 habitants per quilòmetre quadrat.
Dels 198 habitatges en un 25,3% hi vivien nens de menys de 18 anys, en un 61,6% hi vivien parelles casades, en un 6,1% dones solteres, i en un 28,8% no eren unitats familiars. En el 26,3% dels habitatges hi vivien persones soles el 15,2% de les quals corresponia a persones de 65 anys o més que vivien soles. El nombre mitjà de persones vivint en cada habitatge era de 2,44 i el nombre mitjà de persones que vivien en cada família era de 2,94.
Per edats la població es repartia de la següent manera: un 20,5% tenia menys de 18 anys, un 5,6% entre 18 i 24, un 22,9% entre 25 i 44, un 30,8% de 45 a 60 i un 20,2% 65 anys o més.
L'edat mediana era de 46 anys. Per cada 100 dones de 18 o més anys hi havia 93,5 homes.
La renda mediana per habitatge era de 35.795 $ i la renda mediana per família de 43.359 $. Els homes tenien una renda mediana de 39.500 $ mentre que les dones 21.875 $. La renda per capita de la població era de 15.547 $. Entorn del 4,4% de les famílies i el 4,4% de la població estaven per davall del llindar de pobresa.

## Poblacions més properes
El següent diagrama mostra les poblacions més properes.